# Tosteröbron
Tosteröbron är en svängbro som löper mellan fastlandet i Strängnäs och Abborrberget på södra Tosterön. Den sträcker sig över Mälaren, och byggdes år 1936. Riksväg 55 gick på bron till 1981 då den ersattes av den nuvarande Strängnäsbron. Bron hette Strängnäsbron fram till 1981 då den nuvarande Strängnäsbron tog över namnet och den här bron blev omdöpt till Tosteröbron. 
Den 13 september 1990 körde ett västtyskt lastfartyg, vars kapten missat farleden, in i Tosteröbron. Den svängbara delen av bron välte delvis ned i vattnet och blev obrukbar.